# 波利奥奈
波利奥奈（法語：Pollionnay，法語發音：[pɔljɔnɛ]）是法国罗讷省的一个市镇，属于里昂区。

## 地理
波利奥奈（45°45'53"N, 4°39'40"E）面积15.8 平方千米，位于法国奥弗涅-罗讷-阿尔卑斯大区罗讷省，该省份为法国中东部省份，北起顺时针与索恩-卢瓦尔省、安省、里昂大都会、伊泽尔省和卢瓦尔省接壤。
与波利奥奈接壤的市镇（或旧市镇、城区）包括：苏尔雪莱米讷、舍维奈、格雷济约拉瓦雷讷、朗蒂伊、圣皮埃尔拉帕吕、沃涅赖。

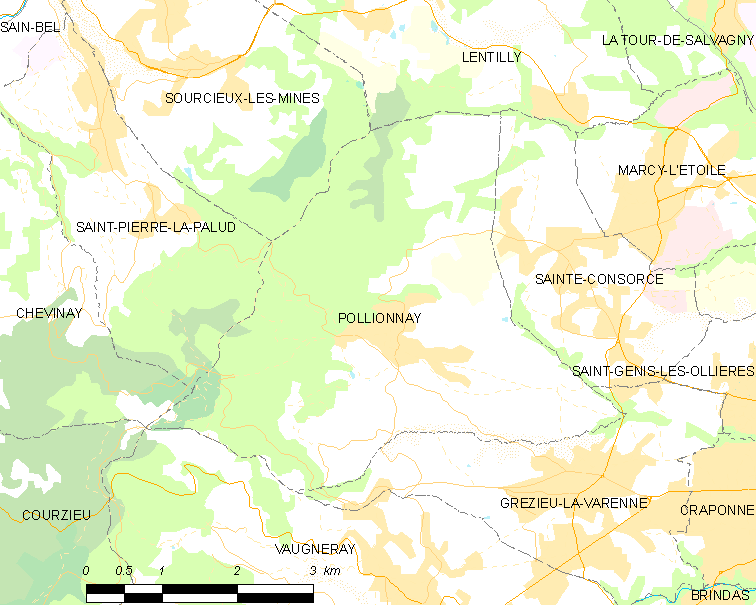
波利奥奈的OSM定位图

波利奥奈的时区为UTC+01:00、UTC+02:00（夏令时）。

## 行政
波利奥奈的邮政编码为69290，INSEE市镇编码为69154。

## 政治
波利奥奈所属的省级选区为沃涅赖县。

## 人口

1962-2008年间波利奥奈人口变化图示

波利奥奈于2022年1月1日时的人口数量为2966人。